# Gruppen Progressiva förbundet av socialdemokrater i Europaparlamentet
Denna artikel behandlar den nuvarande partigruppen och alla dess föregångare.
Gruppen Progressiva förbundet av socialdemokrater i Europaparlamentet (S&D-gruppen) är en partigrupp i Europaparlamentet bestående av 136 ledamöter från socialdemokratiska partier. Gruppen utgörs till största delen av ledamöter som tillhör det europeiska politiska partiet Europeiska socialdemokratiska partiet (PES). Sedan valet 1999 är S&D-gruppen den näst största partigruppen i Europaparlamentet.
Partigruppen bildades officiellt den 14 juli 2009 i dess nuvarande form. Dess historia sträcker sig dock tillbaka till 1950-talet när Europaparlamentet fick sina första partigrupper. Sedan dess har gruppen ombildats ett antal gånger; under 2000-talet framför allt på initiativ av italienska Demokratiska partiet som velat tona ned gruppens socialdemokratiska framtoning. S&D-gruppen har som regel varit starkt pro-europeisk och pådrivande för fördjupad europeisk integration, framför allt vad gäller sociala frågor. Gruppen stödde valet av Ursula von der Leyen (EPP) som kommissionsordförande efter både valet 2019 och valet 2024.
I S&D-gruppen ingår ledamöterna från svenska Socialdemokraterna, finländska Socialdemokraterna samt danska Socialdemokratiet. Därutöver ingår även ledamöter från bland annat tyska SPD, spanska PSOE, italienska Demokratiska partiet och franska Socialistiska partiet.
Gruppledare är Iratxe Garcia sedan den 1 juli 2019.

## Historia

### Ursprungligt bildande och ombildningar
| Gruppnamn                                                             | Period                     |
| --------------------------------------------------------------------- | -------------------------- |
| Socialistgruppen                                                      | 23 juni 1953–20 april 1993 |
| Europeiska socialdemokratiska partiets grupp                          | 21 april 1993–19 juli 2004 |
| Socialdemokratiska gruppen i Europaparlamentet                        | 20 juli 2004–13 juli 2009  |
| Gruppen Progressiva förbundet av socialdemokrater i Europaparlamentet | 14 juli 2009–              |

S&D-gruppen är en av de tre äldsta partigrupperna i Europaparlamentet. Den 16 juni 1953 antog Gemensamma församlingen, Europaparlamentets föregångare, en ändring av sin arbetsordning som gjorde det officiellt möjligt att bilda partigrupper i församlingen. Den 23 juni 1953 bildades ”Socialistgruppen”, den dåvarande näst största gruppen. Gruppen fortsatte att existera i denna form ända fram till 1993.

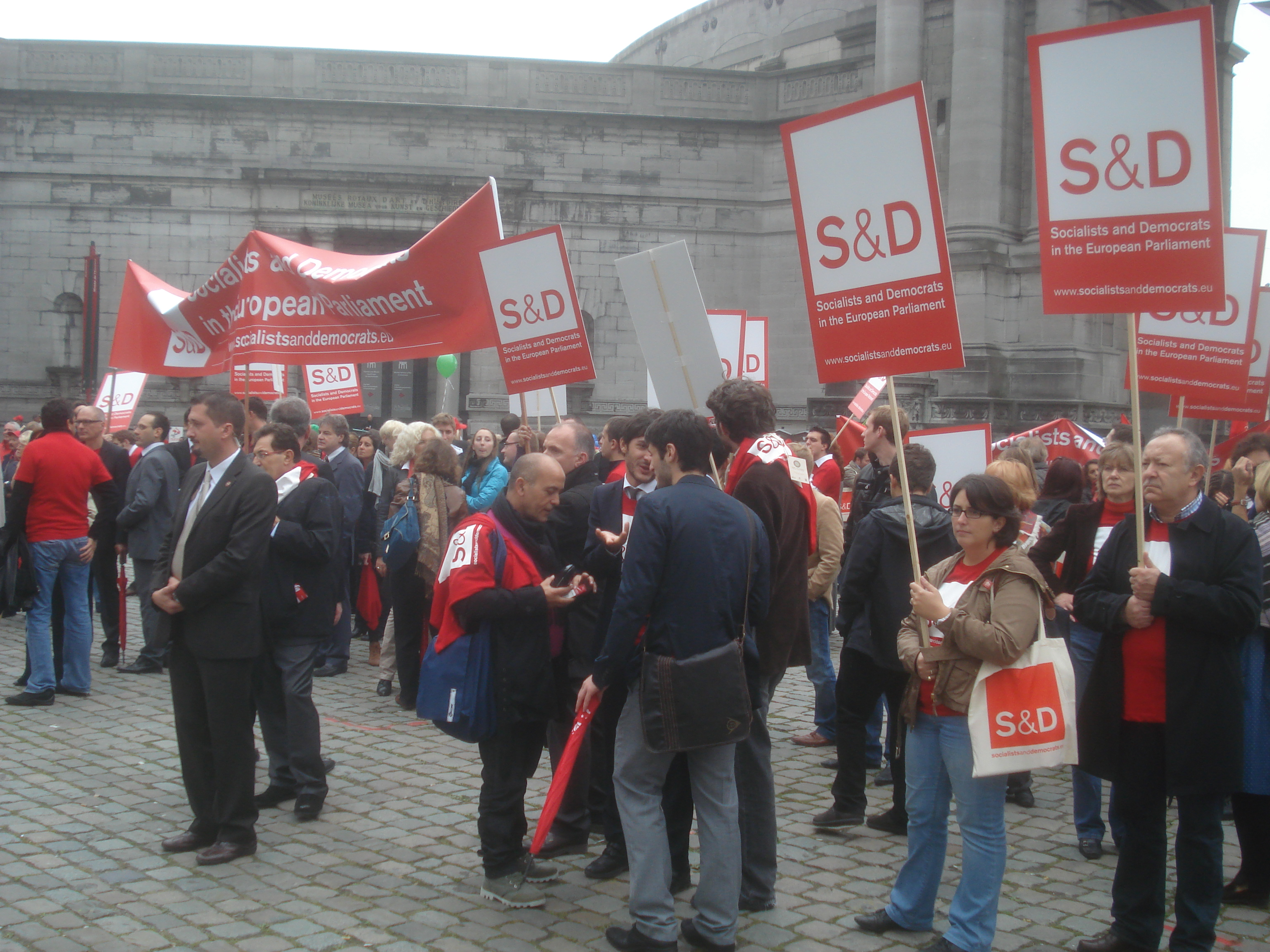
En demonstration i Bryssel anordnad av S&D-gruppen i september 2010.

År 1974 började de socialdemokratiska partierna att organisera sitt samarbete genom ”Konfederationen av socialdemokratiska partier”. Efter det första direkta valet 1979 blev Socialistgruppen den största partigruppen i Europaparlamentet. I de följande valen 1984, 1989 och 1994 lyckades Socialistgruppen att bibehålla denna position. 1992 bildades Europeiska socialdemokratiska partiet (PES). För att tydliggöra sina kopplingar till det nybildade europeiska politiska partiet ombildades ”Socialistgruppen” till ”Europeiska socialdemokratiska partiets grupp” under 1993.
Efter utvidgningen 1995, då Finland, Sverige och Österrike anslöt sig till unionen, tillkom nya socialdemokratiska partier från dessa medlemsstater. I valet 1999 förlorade de europeiska socialdemokratiska partierna kraftigt i stöd och för första gången sedan valet 1979 minskade gruppens antal mandat. Med sina 180 mandat lyckades gruppen inte att bibehålla sin position som största partigrupp gentemot Gruppen för Europeiska folkpartiet (kristdemokrater) och Europademokraterna. I samband med unionens utvidgning den 1 maj 2004 tillkom ett begränsat antal socialdemokratiska ledamöter från de nya medlemsstaterna. I valet 2004 förblev gruppen den näst största. Efter valet ombildades gruppen till ”Socialdemokratiska gruppen i Europaparlamentet”.

### Valet 2009 och bildandet av S&D-gruppen

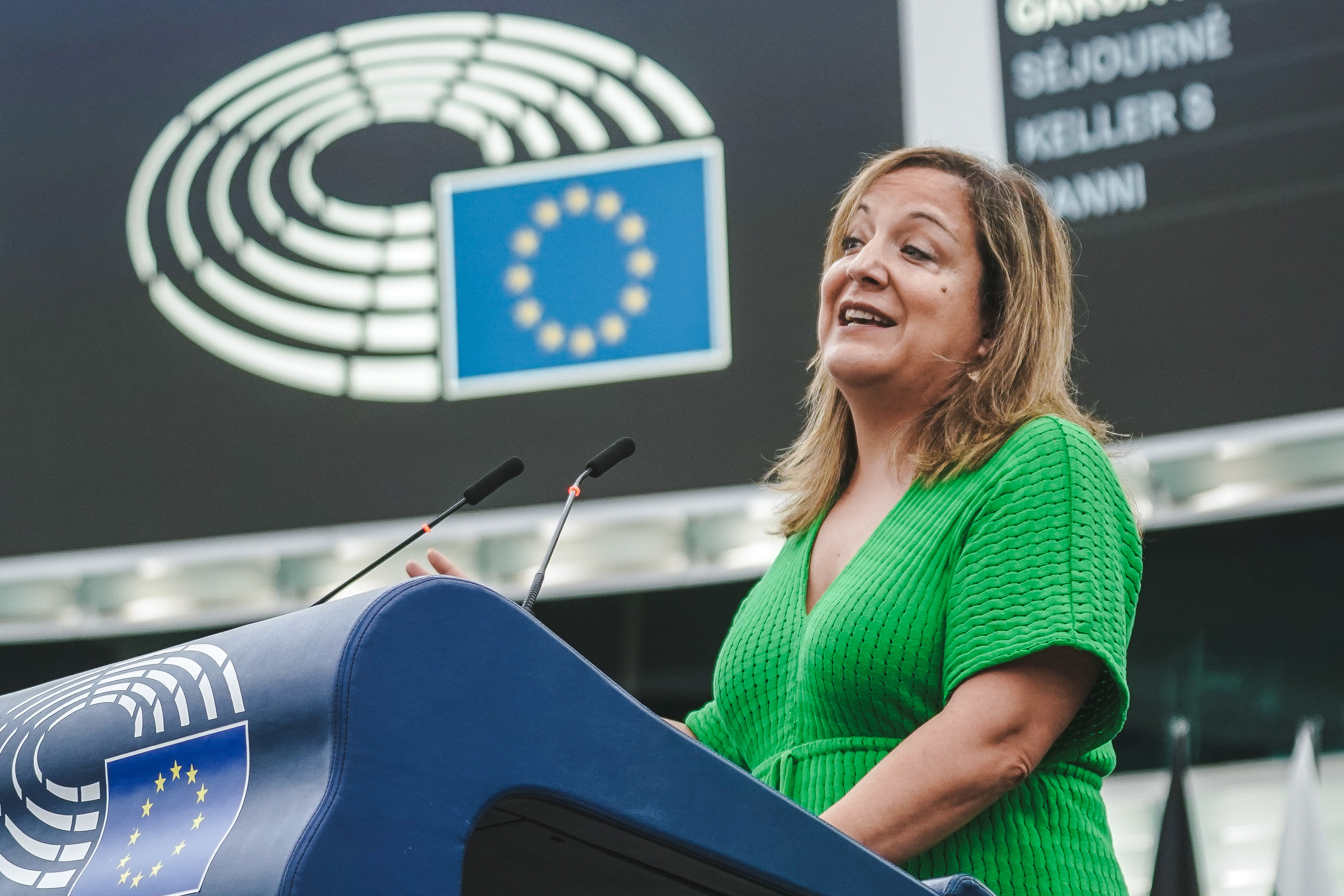
Iratxe Garcia är gruppledare sedan den 1 juli 2019.

I valet 2009 fortsatte trenden från valet 1999 med ett allt lägre väljarstöd för den socialdemokratiska gruppen. Gruppen var valets största förlorare och misslyckades för tredje gången i rad att återta positionen som största partigrupp. För att dämpa motgångarna påbörjades förhandlingar mellan den socialdemokratiska gruppen och italienska Demokratiska partiet, som sedan valet 2004 hade varit splittrat mellan den socialdemokratiska och den liberala gruppen. Förhandlingarna resulterade i att den socialdemokratiska gruppen ombildades till ”Gruppen Progressiva förbundet av socialdemokrater i Europaparlamentet” med syfte att uppta alla ledamöter tillhörande Demokratiska partiet. De italienska ledamöterna förblev dock utanför Europeiska socialdemokratiska partiet. Namnbytet ledde till smärre protester från vissa av gruppens ledamöter eftersom det nya gruppnamnet ansågs vara för långt och krångligt.
Efter en uppgörelse med Europeiska folkpartiets grupp (kristdemokrater) gick S&D-gruppen med på att stödja Jerzy Buzek (EPP) som ny talman efter valet 2009. I utbyte mot detta stöd kunde Martin Schulz från socialdemokraterna väljas till talman den 17 januari 2012. I samband med detta valdes Hannes Swoboda till ny gruppledare.

### Valen 2014 och 2019
Efter valet 2014 valdes Martin Schulz återigen till gruppledare under en tillfällig period fram till dess att han omvaldes som talman den 1 juli 2014. Han blev den första personen sedan 1960-talet att bli vald till talman för en andra mandatperiod. Gianni Pittella valdes samtidigt till gruppledare för S&D-gruppen. Valet av Schulz till en andra mandatperiod byggde på en överenskommelse mellan S&D-gruppen och Europeiska folkpartiets grupp (kristdemokrater) (EPP-gruppen) som innebar att EPP-gruppen skulle få utse en talman under andra halvan av mandatperioden. I januari 2017 valde dock S&D-gruppen att dra sig ur denna överenskommelse, men EPP-gruppen lyckades ändå få sin kandidat Antonio Tajani vald till ny talman med hjälp av stöd från andra grupper.
Den 20 mars 2018 valdes Udo Bullmann till ny gruppledare efter att Pittella hade avgått för att bli italiensk senator. Socialdemokraterna tappade kraftigt i valet 2019 och erhöll den lägsta andelen mandat i parlamentet sedan det första valet 1979. Gruppen lyckades dock bibehålla sin position som näst största partigrupp i Europaparlamentet. Den 18 juni 2019 valdes Iratxe Garcia till ny gruppledare.

### Valet 2024
I valet 2024 minskade gruppen till 136 mandat, vilket var cirka 20 mandat färre än valet 2019. Minskningen berodde delvis på att brittiska Labour hade lämnat i samband med Storbritanniens utträde ur Europeiska unionen den 1 februari 2020 och att slovakiska Riktning – socialdemokrati hade uteslutits ur gruppen strax innan valet.
Efter valet valdes Garcia om som ny gruppledare för partigruppen.

## Parlamentariskt arbete
S&D-gruppen samlar ledamöter av Europaparlamentet som tillhör socialdemokratiska partier. Gruppens uttalade mål är att skapa ett starkare, mer demokratiskt och inkluderande Europa baserat på principerna om frihet, jämställdhet, solidaritet, mångfald och rättvisa. Gruppen är associerad med Europeiska socialdemokratiska partiet (PES).

## Sammansättning
| Val  | Historisk mandatfördelning | Nuvarande mandatfördelning         |
| ---- | -------------------------- | ---------------------------------- |
| 1979 | 113 av 410                 | Ledamöter tillhörande partigruppen |
| 1984 | 130 av 434                 | Ledamöter tillhörande partigruppen |
| 1989 | 180 av 518                 | Ledamöter tillhörande partigruppen |
| 1994 | 198 av 567                 | Ledamöter tillhörande partigruppen |
| 1999 | 180 av 626                 | Ledamöter tillhörande partigruppen |
| 2004 | 200 av 732                 | Ledamöter tillhörande partigruppen |
| 2009 | 184 av 736                 | Ledamöter tillhörande partigruppen |
| 2014 | 191 av 751                 | Ledamöter tillhörande partigruppen |
| 2019 | 154 av 751                 | Ledamöter tillhörande partigruppen |
| 2024 | 136 av 720                 | Ledamöter tillhörande partigruppen |

S&D-gruppen består av 136 ledamöter från 25 medlemsstater, alla utom Slovakien och Tjeckien. I likhet med Europeiska folkpartiets grupp (kristdemokrater) (EPP-gruppen) hämtar gruppen stöd från alla delar av unionen. Gruppen är den näst största i Europaparlamentet.
Ledamöter från en och samma medlemsstat bildar en nationell delegation.
Gruppens ledamöter utser ett presidium bestående av en gruppledare, nio vice gruppledare och en kassör. Presidiet koordinerar gruppens politiska verksamhet och varje vice gruppledare ansvarar för specifika politikområden och för att övervaka utskottsöverskridande frågor. Två av de vice gruppledarna ansvarar för gruppens kommunikation och koordinering av parlamentariska frågor.
Alla ledamöter tillhörande ett och samma utskott utser också en talesperson för gruppens politik inom utskottet för en period av två och ett halvt år.

### Parlamentsledamöter
| Medlemsstat   | Nationellt parti                     |  | Europeiskt parti | Mandat |
| ------------- | ------------------------------------ |  | ---------------- | ------ |
| Belgien       | Socialistische Partij Anders         |  | PES              | 2      |
| Belgien       | Socialistiska partiet                |  | PES              | 2      |
| Bulgarien     | Bulgariska socialistpartiet          |  | PES              | 2      |
| Cypern        | Dimokratikó Kómma                    |  | –                | 1      |
| Danmark       | Socialdemokratiet                    |  | PES              | 3      |
| Estland       | Socialdemokratiska partiet           |  | PES              | 2      |
| Finland       | Socialdemokraterna                   |  | PES              | 2      |
| Frankrike     | Socialistiska partiet                |  | PES              | 13     |
| Grekland      | PASOK                                |  | PES              | 3      |
| Irland        | Arbetarpartiet                       |  | PES              | 1      |
| Italien       | Demokratiska partiet                 |  | PES              | 21     |
| Kroatien      | Kroatiens socialdemokratiska parti   |  | PES              | 4      |
| Lettland      | Harmoni                              |  | PES              | 1      |
| Litauen       | Litauens socialdemokratiska parti    |  | PES              | 2      |
| Luxemburg     | Socialistiska arbetarpartiet         |  | PES              | 1      |
| Malta         | Partit Laburista                     |  | PES              | 3      |
| Nederländerna | Arbetarpartiet                       |  | PES              | 4      |
| Polen         | Demokratiska vänsterförbundet        |  | PES              | 3      |
| Portugal      | Socialistpartiet                     |  | PES              | 8      |
| Rumänien      | Socialdemokratiska partiet           |  | PES              | 11     |
| Slovenien     | Socialdemokraterna                   |  | PES              | 1      |
| Spanien       | Spanska socialistiska arbetarpartiet |  | PES              | 20     |
| Sverige       | Socialdemokraterna                   |  | PES              | 5      |
| Tyskland      | Tysklands socialdemokratiska parti   |  | PES              | 14     |
| Ungern        | Demokratiska koalitionen             |  | PES              | 2      |
| Österrike     | Socialdemokraterna                   |  | PES              | 5      |